# Un amore a Roma
Un amore a Roma è un film del 1960 diretto da Dino Risi, tratto dall'omonimo romanzo  di Ercole Patti del 1956.

## Trama
Marcello, un uomo bello e intelligente, ha anche un grande successo con le donne. Lascia la capricciosa Fulvia e si mette con la giovanissima e piacente Anna dopo averla sedotta in un incontro breve durante il quale egli asserisce di non voler attribuire alcuna importanza, ma col tempo rimane infatuato. Dopo aver avuto amare conferme della infedeltá di Anna, la quale vive una dimensione dell'amore orientata al solo presente, trova la forza di lasciarla e ha una vera possibilità di felicità (una felicità "guidata" dalla nuova compagna, ma più subita che anelata) con la bella Eleonora. Alla fine si intuisce che Fulvia ed Eleonora se la passeranno molto meglio di Anna e Marcello, i cui futuri sembrano entrambi piuttosto cupi.